# Valdesia simplex
Genre
Espèce
Valdesia simplex, unique représentant du genre Valdesia, est une espèce de solifuges de la famille des Daesiidae.

## Distribution
Cette espèce est endémique d'Argentine.

## Publication originale
- Maury, 1981 : Un nuevo genero de Daesiidae de la Argentina (Arachnida, Solifugae). Comunicaciones del Museo Argentino de Ciencias Naturales Bernardino Rivadavia. Serie entomología, vol. 1, no 5, p. 75-82.